# Berry (Wisconsin)
Berry es un pueblo ubicado en el condado de Dane en el estado estadounidense de Wisconsin. En el Censo de 2010 tenía una población de 1.127 habitantes y una densidad poblacional de 12,19 personas por km².

## Geografía
Berry se encuentra ubicado en las coordenadas 43°9′5″N 89°39′18″O / 43.15139, -89.65500. Según la Oficina del Censo de los Estados Unidos, Berry tiene una superficie total de 92.47 km², de la cual 92 km² corresponden a tierra firme y (0.51%) 0.47 km² es agua.

## Demografía
Según el censo de 2010, había 1.127 personas residiendo en Berry. La densidad de población era de 12,19 hab./km². De los 1.127 habitantes, Berry estaba compuesto por el 99.11% blancos, el 0.18% eran afroamericanos, el 0% eran amerindios, el 0.35% eran asiáticos, el 0% eran isleños del Pacífico, el 0.09% eran de otras razas y el 0.27% pertenecían a dos o más razas. Del total de la población el 1.06% eran hispanos o latinos de cualquier raza.